# Konferencja Ewangeliczna Zborów Bożych Salwadoru
Konferencja Ewangeliczna Zborów Bożych Salwadoru (hiszp. Conferencia Evangélica de las Asambleas de Dios de El Salvador) – chrześcijański wolny kościół protestancki o charakterze ewangelikalnym nurtu zielonoświątkowego działający w Salwadorze, wchodzący w skład Światowej Wspólnoty Zborów Bożych.
Kościół został założony w 1930 roku, pod kierownictwem amerykańskiego misjonarza Ralpha D. Williamsa. Według danych Prolades w 2010 r. liczył 135 000 ochrzczonych członków w 1560 zborach, stanowiąc największą protestancką i zielonoświątkową denominację w Salwadorze po Międzynarodowej Misji Chrześcijańskiej Elim.